# Bhatikabhaya
Bhatikabhaya Abhaya (Bhattika Raja) était un roi du royaume d'Anuradhapura, dans l'actuel Sri Lanka. Son règne a duré de -19 à l'an 9.

## Biographie
Selon des écrits cingalais, Bhatikabhya aurait un jour reçu un trésor de corail extrêmement précieux en provenance d'un pays lointain et en aurait fait don à un monastère bouddhiste.